# Nous vivrons jusqu'à lundi
Pour plus de détails, voir Fiche technique et Distribution.
Nous vivrons jusqu'à lundi (Dozhivyom do ponedelnika) est un film dramatique soviétique réalisé par Stanislav Rostotski et sorti en 1968.
Il a été inscrit au sixième Festival international du film de Moscou où il a remporté le prix d'or. Le film raconte la vie d'une école ordinaire de Moscou avec toutes ses joies, ses problèmes et ses choix difficiles dans la vie des étudiants et des enseignants.

## Synopsis
Guenka Chestopal, un lycéen au caractère réfléchi et poétique, introduit un jour un corbeau dans la classe et la jeune professeur d'anglais Natalia Sergeevna Gorelova, après quelques tentatives, parvient à le faire sortir par la fenêtre.
Natalia était autrefois élève du professeur d'histoire de l'école, Ilya Semyonovich Melnikov, et une relation particulière entre les deux existait, ce qui fait que beaucoup croient, y compris la mère d'Ilya avec qui il vit, que la jeune femme est amoureuse ou était amoureuse du professeur.
Un jour, Svetlana Mikhailovna, collègue d'Ilya et vétéran de l'enseignement, demande aux élèves de faire une dissertation littéraire autour de quelques fragments d'un poème, et presque tous les élèves choisissent le thème "Qu'est-ce que le bonheur pour vous ?". Une élève, Nadia Ogarycheva, lit son article en classe qui, centré sur l'attente future de la maternité en tant qu'idéal de l'élève, suscite une certaine sensation parmi les élèves et divers professeurs, sauf chez Ilya.
En effet, Ilya, également en vertu des indications qu'il tire des entretiens avec les parents d'élèves, doute depuis quelque temps de son rôle d'enseignant, du moins selon les usages du système scolaire dans lequel il évolue. C'est pourquoi il demande au directeur de l'école, Nikolai Borisovich, d'abandonner complètement l'enseignement, avec effet immédiat. Le directeur le convainc de terminer au moins la semaine.
Le dernier jour de la semaine, Nadia demande à Ilya de pouvoir assister à l'une de ses leçons, qui est interrompue par l'entrée du directeur dans la classe. Il s'avère que Guenka est entré par effraction dans le salon des professeurs pendant la nuit et a mis le feu aux thèmes assignés par Svetlana et réalisés par les élèves, laissant à leur place un message sous forme poétique. Guenka est convoqué à la direction, ainsi qu'Ilya et Svetlana, furieuse parce qu'elle voit dans les vers de l'élève une offense à sa respectabilité en tant que professeur. Avec les autres élèves, Nadia reste en classe, et toutes craignent une punition, voire une suspension, pour Guenka.
Ilya Semyonovich, qui a réussi à empêcher Guenka Chestopal d'être puni, retourne en classe en même temps que la cloche sonne et lit son message à Nadia : il raconte l'histoire d'un oiseau dont les ailes ne doivent pas être coupées lors de sa recherche de bonheur. Nadia rapporte à son tour à Ilya le contenu du poème de Guenka, qu'elle avait eu l'occasion de lire et qui se composait de la simple phrase « Le bonheur, c’est d’être compris! ». Ilya dit alors « Et maintenant il faut dire au revoir » puis précise « jusqu'à lundi ».

## Fiche technique
- Titre original : Dojiviom do ponedelnika
- Titre français : Nous vivrons jusqu'à lundi
- Réalisation : Stanislav Rostotski
- Scénario : Gueorgui Polonski
- Photographie : Viatcheslav Choumski
- Montage : Valentina Mironova
- Musique : Kirill Moltchanov (en)
- Pays d'origine : Union soviétique
- Langue originale : russe
- Format : couleur
- Genre : dramatique
- Durée : 106 minutes
- Dates de sortie :  
  - Union soviétique : 28 novembre 1968

## Distribution
- Viatcheslav Tikhonov : Ilia Semyonovich Melnikov
- Irina Petchernikova : Natalia Sergeïevna Gorelova
- Nina Menchikova : Svetlana Mikhaïlovna
- Mikhaïl Zimine : Nikolaï Borisovich
- Nadir Malichevski : présentateur de télévision
- Dalvin Chtcherbakov : Boria Roudnitski
- Olga Jiznieva : Polina Andreyevna, mère de Melnikov
- Lioudmila Arkharova : Nadia Ogarycheva
- Valeri Zoubarev : Guenka Chestopal
- Olga Ostroumova : Rita Tcherkasova
- Igor Staryguine : Kostia Batichev
- Roza Grigorieva : Sveta Demidova
- Iouri Tchernov : Syromiatnikov
- Lioubov Sokolova : Levikova
- Sofia Piliavskaïa : professeur
- Nina Grebechkova : Allochka
- Guerman Kachine : Igor Stepanovich
- Sofia Garrel : Raïssa Pavlovna
- Viktoria Chaeva : professeur
- Yakov Lentz : professeur de géographie
- Arkadi Listarov : Vova Levikov
- Valentina Teleguina : surveillante
- Nina Yemelianova : Taisia Nikolaïevna
- Aleksandr Barsky : Saniok